# لوران فورست
لوران فورست هو سياسي فرنسي، ولد في 19 مايو 1965 في كولمار في فرنسا. نشط حزبياً في الاتحاد من أجل حركة شعبية.

## مناصب
- انتخب  لترشحه ضمن قائمة مولشيم، خلال فترته النيابية ‏ (23 مارس 2014 – ).
- انتخب  خلال فترته النيابية ‏ (18 مايو 2020 – ).
- انتخب Mayor of Molsheim ‏ خلال فترته النيابية ‏ (1 يونيو 1995 – ).
- انتخب نائب فرنسي عن دائرة Bas-Rhin's 6th constituency [الإنجليزية]‏ وقد انضم خلال فترته النيابية [الإنجليزية]‏ (21 يونيو 2017 – 27 يونيو 2020) للكتلة البرلمانية Republican Right group [الإنجليزية]‏.
- انتخب نائب فرنسي عن دائرة Bas-Rhin's 6th constituency [الإنجليزية]‏ خلال فترته النيابية (20 يونيو 2012 – 20 يونيو 2017).